# Connemara póni
A Connemara póni Nyugat-Írországból a Connemara vidékéről származik, a szigetország egyedüli pónija. Mocsár és hegyvidéken egyaránt otthonos.

## Története
A connemara póni hazája Írország Atlanti-óceán felőli partja. Kelta-póni eredetű, de a fajta fejlődésére az északi fajták és az arab ló, valamint az andalúziai ló befolyása is hatott. A 20. században az angol telivér is szerepet játszott ebben a folyamatban. Már a 16. század óta ismert. 1923. december 15-én megalakult a "Connemara Pony Breeder's Society" (Connemara Póni Tenyésztők Szövetsége), ettől kezdve számítjuk tenyésztett fajtának. 1926-ban adták ki az első hivatalos méneskönyvet. A tenyésztés folyamán kialakult egy szívós, erős, ám arányos testfelépítésű ló, amely egyre nagyobb közkedveltségnek örvend. Népszerűsége miatt nemcsak Nagy-Britanniában, hanem az Egyesült Államokban, Svédországban, Dániában, Hollandiában, Franciaországban és Németországban is elterjedt.

## Jellemzői

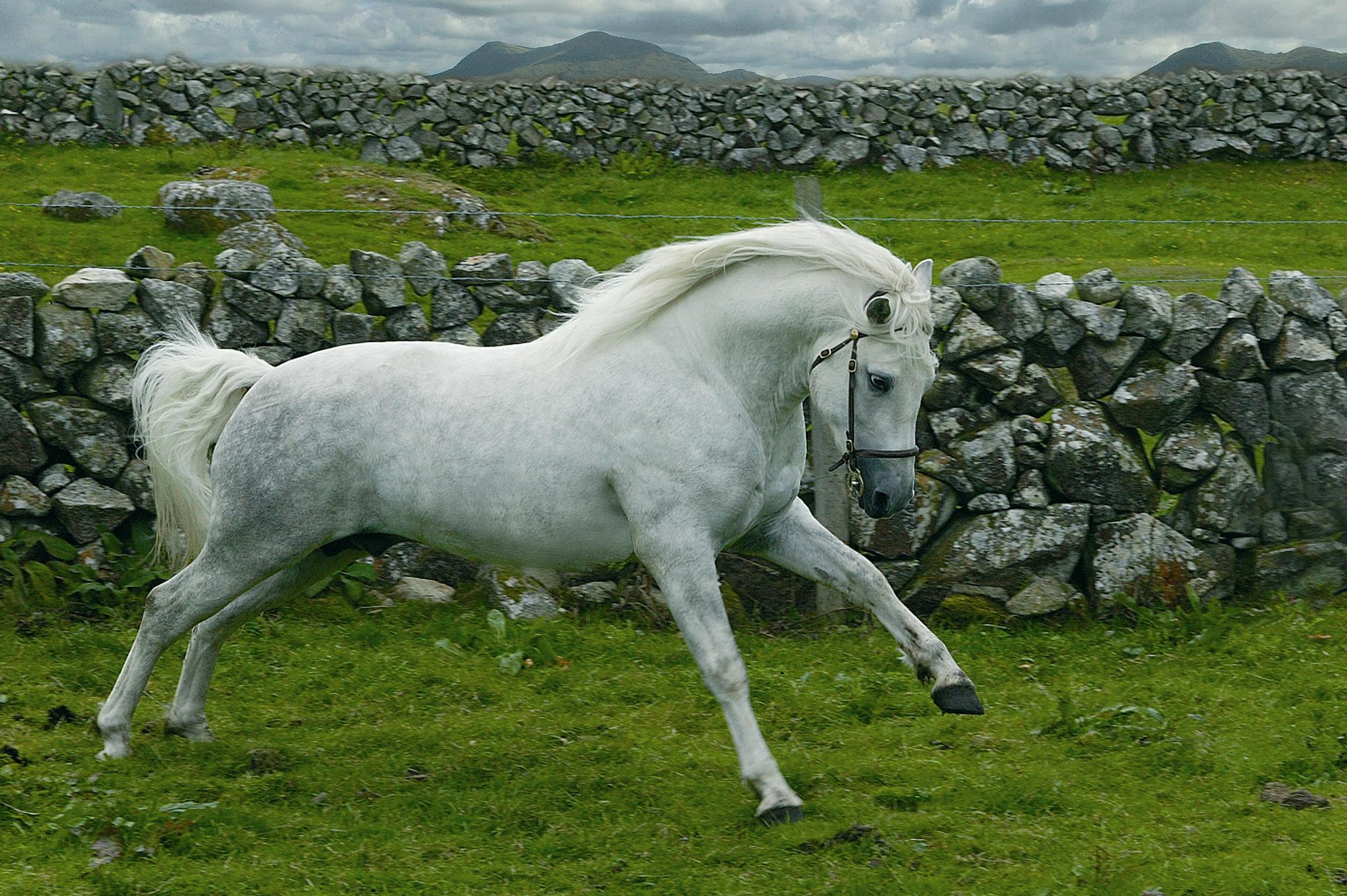
Táncoló Connemara

Az egyik legnagyobb testű tenyésztett póniló. Feje csinos, szögletes pofával, széles homlokkal, nagy barátságos szemekkel. Rövid lábai vannak, melyeken stabilan áll, kis térdmozgással, meglepően hosszú lépésekkel mozog. Szárcsontjuk rövid, sűrű, lapos és sima, a szár 18–20 cm a lábtőízület alatt. Mély, tömör, kiegyensúlyozott testtel rendelkeznek, mély és szilárd mellkasuk, jó dőlt lapockájuk van. Marmagasságuk 135–150 cm között van. Teljes magasságát ötéves korukra érik el. Kemény, izmos testük van, nem igényelnek bonyolult étrendet, hogy egészségesek és fittek maradjanak. Színei: a szürke és a fakó a legáltalánosabb, de fekete, pej, sötétpej, gesztenyepej, palomino és néha deres is előfordul. Nagyon ritka közöttük a sárgaszínű. Edzett életmódja miatt nagyon hosszú életű, akár 30 éves korukig is elélhetnek.

## Hasznosítása
A Connemara póninak természettől fogva nagyon jó az ugróképessége, de alkalmas díjlovaglásra is, sokszor a tőlük nagyobb lovakat is legyőzik, állóképességükkel, intelligenciájukkal és bátorságukkal. Eredetileg a földeken való munkában, kocsihúzásra, teherhordásra használták, a tenyésztés folyamán azonban a sportpóni tulajdonságokat helyezték előtérbe.